# Krivi Dol
Krivi Dol (makedonsky: Криви Дол) je vesnice v Severní Makedonii. Nachází se v opštině Štip ve Východním regionu.

## Historie
Ve druhé polovině 14. století patřila vesnice vévodovi Dimitarovi, nevlastnímu bratru srbského despoty Konstantina Dragaše, který ji zasvětil jednomu z kostelů ve městě Štip.
Na konci 19. století patřila vesnice Osmanské říši. Podle bulharského spisovatele a etnografa Vasila Kančova zde v roce 1900 žilo 50 obyvatel makedonské národnosti.
Během 20. století byla vesnice součástí Jugoslávie, konkrétně Socialistické republiky Makedonie.

## Demografie
Podle sčítání lidu z roku 2002 žije ve vesnici 50 obyvatel, z toho 24 se hlásí k makedonské národnosti a 26 k valašské.
| Rok          | 1900 | 1905 | 1948 | 1953 | 1961 | 1971 | 1981 | 1991 | 1994 | 2002 |
| ------------ | ---- | ---- | ---- | ---- | ---- | ---- | ---- | ---- | ---- | ---- |
| Obyvatelstvo | 50   | 48   | 196  | 207  | 240  | 179  | 114  | 71   | 64   | 50   |

## Související
- Opština Štip
- Východní region